# آیورن مینستر
آیورن مینستر (به انگلیسی: Iwerne Minster) یک روستا و محله مدنی در بریتانیا است که در North Dorset واقع شده‌است. آیورن مینستر ۹۷۸ نفر جمعیت دارد.